# Alcedo pusilla
El martín pescador menudo (Alcedo pusilla) es una especie de ave coraciforme de la familia Alcedinidae que vive en Melanesia, el norte de Australia y las molucas septentrionales. Se encuentra en bosques abiertos, arboledas, pantanos y manglares.

## Descripción
El martín pescador menudo mide entre 11 y 13 cm. Se plumaje de sus partes superiores es azul oscuro y las inferiores blanco.

## Reproducción
El martín pescador menudo escava un pequeño túnel en los taludes fluviales en la época de cría, octubre marzo en Australia, en cuyo fondo la hembra pondrá entre 5 y 7 huevos blancos brillantes.